# Gertrude Pitzinger
Gertrude Pitzinger (* 15. August 1904 in Mährisch Schönberg, Österreich-Ungarn; † 15. September 1997 in Frankfurt a. M.) war eine deutsche Opern- und Konzertsängerin (Alt).

## Leben
Der Vater von Pitzinger stammte aus Brünn, die Mutter aus Olmütz. Gertrude Pitzinger wollte Volksschullehrerin werden, bereits während der Ausbildung wurde ihre Altstimme entdeckt. An der Musikakademie Wien studierte sie bei Glaser. In der Berliner Singakademie gab sie ihren ersten Liederabend. Die Sängerin hatte seit 1930 und bis 1945 ihren Wohnsitz in Reichenberg.
Als Liedinterpretin gastierte sie im ganzen deutschen Sprachraum. Sie wirkte auch in Hans Pfitzners Chorwerk Von deutscher Seele mit. Wilhelm Furtwängler verpflichtete sie mehrfach und anlässlich der Aufführungen zur Krönung Georgs VI. zum König von England (am 12. Mai 1937 in der Westminster Abbey) wurde sie gemeinsam mit Erna Berger, Walther Ludwig und Rudolf Watzke als Solistin herangezogen.
Konzertreisen in den Jahren 1938 und 1939 führten Pitzinger in die USA, nach Dänemark (1935, Kopenhagen), Italien, Norwegen, Holland (1935, Amsterdam) und Belgien (1936 Brüssel). 1937 sang sie in London unter Wilhelm Furtwängler, 1938 in der Carnegie Hall und der Town Hall in New York. Im Jahr 1937 und im Jahr 1941 trat sie in Prag und 1941 in den besetzten Niederlanden auf. Pitzinger stand 1944 in der Gottbegnadeten-Liste des Reichsministeriums für Volksaufklärung und Propaganda. Bei Kriegsende wurde sie als Deutsche aus der Tschechoslowakei vertrieben und lebte zunächst auf einem Landsitz im Schwarzwald.
Pitzinger sang häufig unter Egon Kornauth sowie unter Eugen Jochum, Ferenc Fricsay, Joseph Keilberth und Fritz Rieger. Im Wiener Musikverein übernahm sie unter Oswald Kabasta 1940 bei der Uraufführung von Franz Schmidts Kantate Deutsche Auferstehung. Ein festliches Lied den Alt-Part.
Große Erfolge hatte Pitzinger mit Konzerten bei den Salzburger Festspielen u. a. 1934 im Stabat Mater von Antonín Dvořák, 1951 bis 1959 in Mozarts Requiem, 1955 bis 1957 in Beethovens Missa solemnis, 1953 in Judas Maccabaeus von Georg Friedrich Händel. Bis 1960 erschien sie dort auch als Solistin in Messen von Haydn und Beethoven.
Gertrude Pitzingers Stimme ist auf zahlreichen Tonträgern überliefert, die teilweise auch im Internet abrufbar sind.
1956 übernahm Pitzinger eine Meisterklasse für Gesang an der Musikhochschule  Hannover, drei Jahre später wurde sie Professorin für Gesang an der Staatlichen Hochschule für Musik Frankfurt am Main.
Pitzinger war mit dem dänischen Konzertsänger Otto Dupont (* 26. Juli 1911 in Fredericia; † 5. April 1981 ebenda) verheiratet.

## Ehrung
- 1957 Sudetendeutscher Kulturpreis